# Desmia niveiciliata
Desmia niveiciliata is een vlinder uit de familie van de grasmotten (Crambidae), uit de onderfamilie van de Spilomelinae. De wetenschappelijke naam van deze soort is voor het eerst voorgesteld als Aediodes niveiciliata door Eduard Hering in een publicatie uit 1906.
De soort komt voor in Haiti.